# 小采谢
小采谢（德語：Klein Zecher）是德国石勒苏益格－荷尔斯泰因州的一个市镇。总面积9.11平方公里，总人口235人，其中男性112人，女性123人（2011年12月31日），人口密度26人/平方公里。